# Aulus Gellius

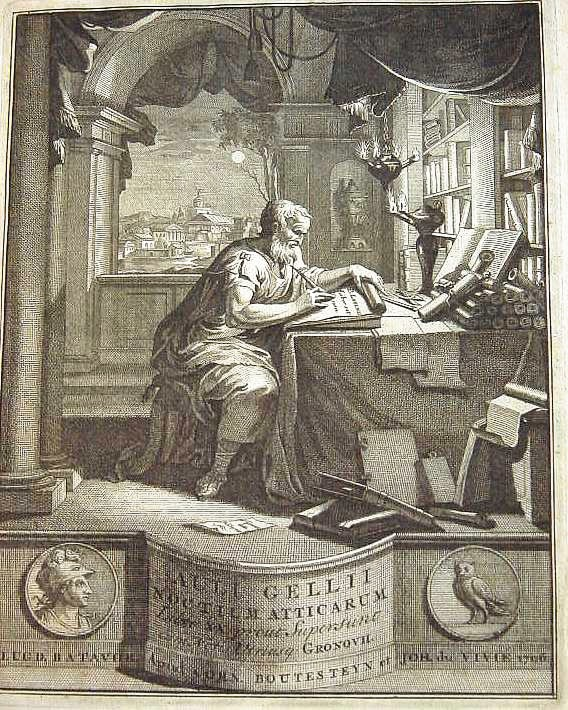
Frontispiciu al ediţiei din 1706 a Noctes Atticæ

Aulus Gellius (c. 125 - după 180) a fost un erudit și critic latin.
Este autorul unei valoroase lucrări enciclopedice, intitulată Noctes Atticæ ("Nopți atice"), operă de erudiție istorică, literară, filozofică ori științifică.
Prin intermediul acestei lucrări, cu un notabil simț al rarității lucrurilor consemnate, s-au păstrat numeroase fragmente din autorii arhaici ce ar fi fost sortite dispariției.